# 차주옥
차주옥(1965년 9월 2일 ~ )은 대한민국의 배우이다.

## 이력
1982년 MBC 15기 공채 탤런트로 데뷔하였다.

## 출연작

### TV 드라마
- 2013년 MBC 《잘났어 정말》 - 정인경 역
- 2007년 MBC 《그래도 좋아!》 - 김태경 역
- 2007년 MBC 《누나》 - 나윤자 역
- 2006년 SBS 《하늘이시여》
- 2005년 MBC 《자매 바다》 - 정민자 역
- 2003년 MBC 《대장금》
- 2003년 MBC 《옥탑방 고양이》
- 2001년 MBC 《상도》- 만상 비단전 행수 배순탁 부인 역
- 2001년 SBS 《아버지와 아들》- 양양순 역
- 2001년 KBS 《미나》 - 빨간구두 역
- 1994년 SBS 《그대의 창》
- 1990년 MBC 《조선왕조 오백년 - 대원군》
- 1988년 MBC 《조선왕조 오백년 - 한중록》
- 1988년 MBC 《조선왕조 오백년 - 인현왕후》 - 숙의 김씨 역
- 1988년 MBC 《내일이 오면》
- 1986년 MBC 《한 지붕 세 가족》 - 말자 역